# Wiltshire (Unitary Authority)
Wiltshire ist eine Unitary Authority in der Grafschaft Wiltshire in England. Verwaltungssitz ist die Stadt Trowbridge.
Die Unitary Authority Wiltshire wurde am 1. April 2009 aus dem Non-Metropolitan County Wiltshire gebildet. Gleichzeitig wurden die vier Districts Kennet, North Wiltshire, Salisbury und West Wiltshire aufgelöst und ihre Kompetenzen auf den Rat von Wiltshire (Wiltshire Council) übertragen. Seitdem besteht die zeremonielle Grafschaft Wiltshire aus den Unitary Authorities Wiltshire und Swindon.

## Städte und Gemeinden
Auf dem Gebiet von Wiltshire bestehen 259 Gemeinden (Parish). Von diesen haben 224 einen eigenen Gemeinderat (Parish Council), 14 weitere bilden jeweils paarweise einen Gemeindeverband in Form eines gemeinsamen Gemeinderates. Die übrigen 21 haben kein gewähltes Gremium, stattdessen finden Einwohnerversammlungen statt.
Von den Gemeinden trägt Salisbury als Sitz eines Bischofs den Titel City, 19 Gemeinden sind Kleinstädte (Town). Dies sind:
| - Amesbury - Bradford-on-Avon - Calne - Chippenham - Corsham - Cricklade - Devizes | - Durrington - Ludgershall - Malmesbury - Marlborough - Melksham - Mere | - Royal Wootton Bassett - Tidworth - Westbury - Trowbridge - Warminster - Wilton |

Als Zwischenstufe bestehen 19 Area Boards, sie entsprechen den Area Committees in anderen Verwaltungseinheiten im Vereinigten Königreichs.